# Молодіжна збірна Бельгії з футболу
Молодіжна збірна Бельгії з футболу (фр. Équipe de Belgique espoirs de football, нід. Belgisch voetbalelftal onder 21) — національна футбольна збірна Бельгії, у складі якої можуть виступати бельгійські футболісти у віці 21 року та молодше.

## Виступи начемпіонатах Європи
| Рік   | Раунд                   | І  | В | Н | П | МЗ | МП |
| ----- | ----------------------- | -- | - | - | - | -- | -- |
| 1978  | не пройшла кваліфікацію |    |   |   |   |    |    |
| 1980  | не пройшла кваліфікацію |    |   |   |   |    |    |
| 1982  | не пройшла кваліфікацію |    |   |   |   |    |    |
| 1984  | не пройшла кваліфікацію |    |   |   |   |    |    |
| 1986  | не пройшла кваліфікацію |    |   |   |   |    |    |
| 1988  | не пройшла кваліфікацію |    |   |   |   |    |    |
| 1990  | не пройшла кваліфікацію |    |   |   |   |    |    |
| 1992  | не пройшла кваліфікацію |    |   |   |   |    |    |
| 1994  | не пройшла кваліфікацію |    |   |   |   |    |    |
| 1996  | не пройшла кваліфікацію |    |   |   |   |    |    |
| 1998  | не пройшла кваліфікацію |    |   |   |   |    |    |
| 2000  | не пройшла кваліфікацію |    |   |   |   |    |    |
| 2002  | Груповий етап           | 3  | 1 | 0 | 2 | 2  | 4  |
| 2004  | не пройшла кваліфікацію |    |   |   |   |    |    |
| 2006  | не пройшла кваліфікацію |    |   |   |   |    |    |
| 2007  | Півфінал                | 4  | 1 | 2 | 1 | 3  | 4  |
| 2009  | не пройшла кваліфікацію |    |   |   |   |    |    |
| 2011  | не пройшла кваліфікацію |    |   |   |   |    |    |
| 2013  | не пройшла кваліфікацію |    |   |   |   |    |    |
| 2015  | не пройшла кваліфікацію |    |   |   |   |    |    |
| 2017  | не пройшла кваліфікацію |    |   |   |   |    |    |
| 2019  | Груповий етап           | 3  | 0 | 0 | 3 | 4  | 8  |
| 2021  | не пройшла кваліфікацію |    |   |   |   |    |    |
| 2023  | Груповий етап           | 3  | 0 | 2 | 1 | 3  | 4  |
| Разом | 4/24                    | 13 | 2 | 4 | 7 | 12 | 20 |